# Plagiothecium drepanophyllum
Plagiothecium drepanophyllum är en bladmossart som beskrevs av Ferdinand François Gabriel Renauld och Jules Cardot 1905. Plagiothecium drepanophyllum ingår i släktet sidenmossor, och familjen Plagiotheciaceae. Inga underarter finns listade i Catalogue of Life.